# Gaibandha (district)
Gaibandha est un district du Bangladesh. Il est situé dans la division de Rangpur. La ville principale est Gaibandha.

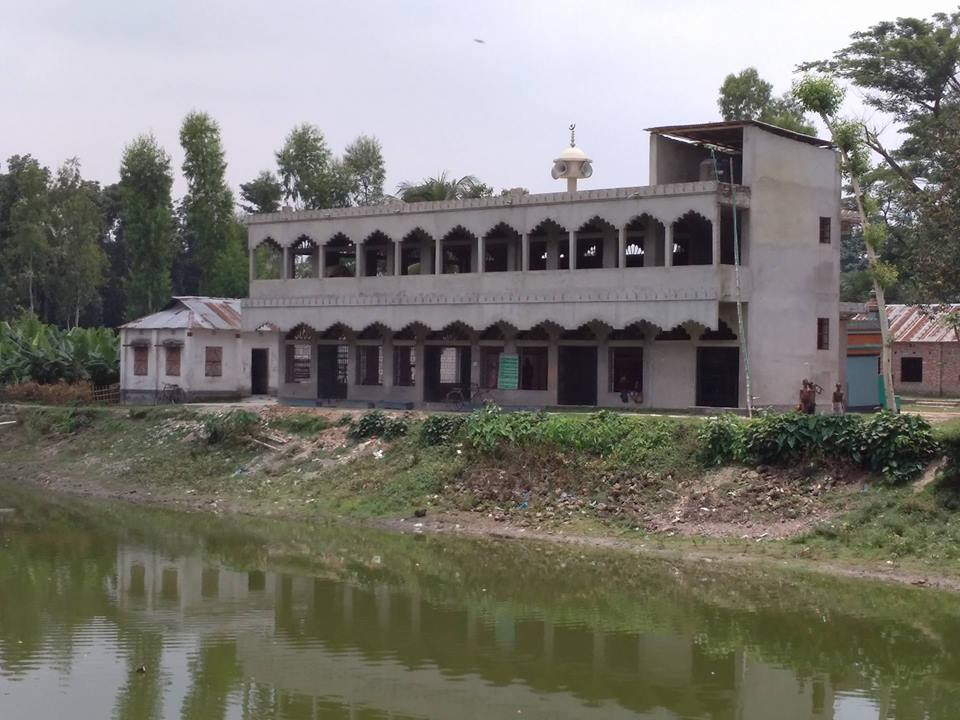
La grande mosquée Jamalpur Shahi à Sadullapur Upazila, dans le district de Gaibandha, est un symbole des mille ans de tradition du Bangladesh.